# Phomatospora ribesia
Phomatospora ribesia är en svampart som först beskrevs av Cooke & Massee, och fick sitt nu gällande namn av Pier Andrea Saccardo 1891. Phomatospora ribesia ingår i släktet Phomatospora, ordningen kolkärnsvampar, klassen Sordariomycetes, divisionen sporsäcksvampar och riket svampar.   Inga underarter finns listade i Catalogue of Life.